# Mark Wiszniak
Mark Wieniaminowicz Wiszniak (ros. Марк Вениами́нович Вишня́к, ur. 2 stycznia 1883 w Moskwie, zm. 31 sierpnia 1975 w Nowym Jorku) – rosyjski rewolucjonista, polityk, publicysta.
Był synem kupca. Ukończył ze srebrnym medalem moskiewskie gimnazjum, uczył się w Berlinie i Freiburgu, w 1908 ukończył studia na Wydziale Prawnym Uniwersytetu Moskiewskiego. Od 1905 był związany z ruchem rewolucyjnym (Partia Socjalistów-Rewolucjonistów), był delegatem na I Zjazd tej partii, brał udział w wydarzeniach rewolucyjnych w 1905 w Moskwie, w 1906 wyemigrował. W 1910 wrócił do kraju i został skazany na 4 lata zesłania do Kraju Narymskiego, jednak z powodu choroby został zwolniony. Później był jeszcze 4 razy aresztowany. Od 1914 służył w Związku Miast, w 1917 był członkiem Specjalnych Obrad Zgromadzenia Ustawodawczego i Komitetu Wykonawczego Wszechrosyjskiego Zjazdu KD i delegatem na III Zjazd Partii Socjalistów-Rewolucjonistów. W 1918 został aresztowany w Kijowie, w 1919 wyemigrował do Francji, później do USA. Był jednym z redaktorów "Sowriemiennych zapisków".